# Runddysse von Lundum
Der Runddysse von Lundum  (dänisch auch Gammelmand, Skanhøj oder Julianelyst genannt) liegt nordwestlich von Lundum, südwestlich von Skanderborg in Jütland in Dänemark. Die Anlage entstand zwischen 3500 und 2800 v. Chr. als Megalithanlage der Trichterbecherkultur (TBK).

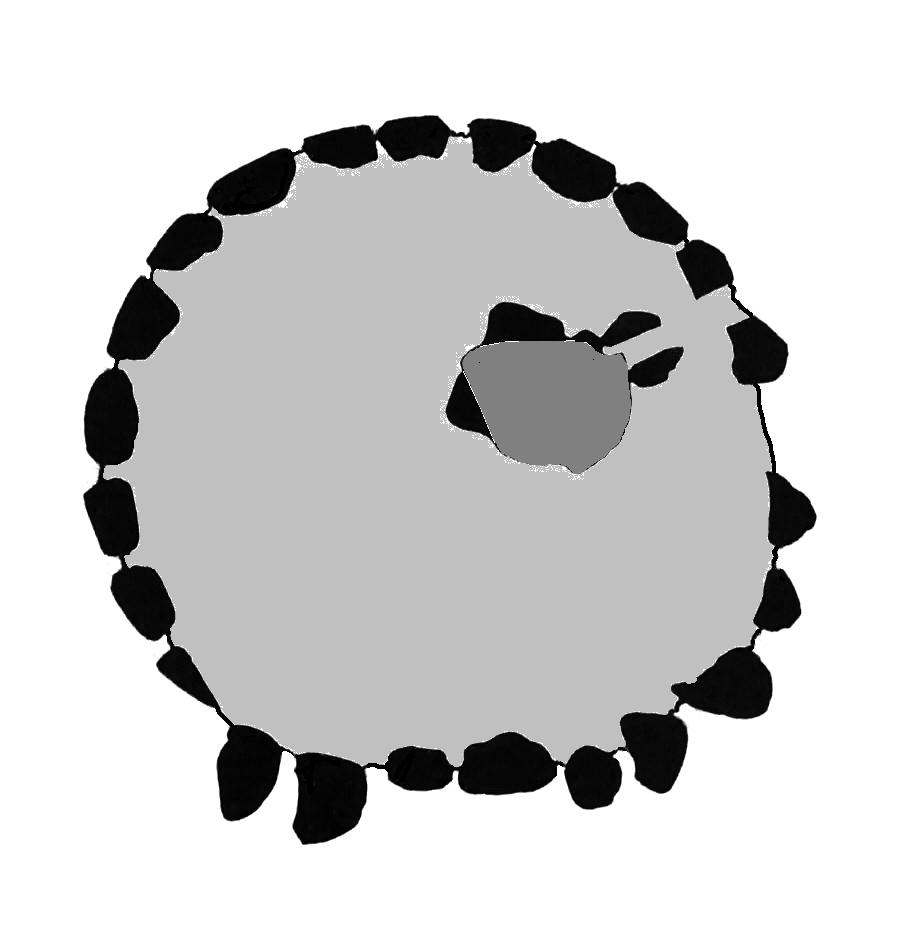
Prinzipskizze Runddolmen

Eine freistehende Kammer des Gammelmand (deutsch alter Mann) steht auf dem Skanhøj genannten Rundhügel. Die Kammer des Urdolmens besteht aus zwei seitlichen Tragsteinen, dem Endstein im Norden und einem Schwellenstein im Süden. Die Seitensteine und der Endstein sind leicht einwärts geneigt. Die Kammer ist mit einem Deckstein bedeckt, der auf der Unterseite glatt und auf der Oberseite kalottenartig gewölbt ist und einen leichten Riss in der Mitte hat. Die Megalithanlage ist etwa 1,4 m hoch. 
In der Nähe liegt der Runddysse im Kollerup Skov.